# Pierre-Albert Chapuisat
Pierre-Albert Chapuisat (ur. 5 kwietnia 1948 w Lozannie) – szwajcarski piłkarz grający na pozycji obrońcy. W reprezentacji Szwajcarii rozegrał 34 mecze. Jest ojcem Stéphane'a Chapuisata, 103-krotnego reprezentanta kraju.

## Kariera klubowa
Swoją karierę piłkarską Chapuisat rozpoczął w klubie Lausanne Sports. W sezonie 1966/1967 zadebiutował w jego barwach w pierwszej lidze szwajcarskiej. W 1972 roku odszedł do francuskiego Paris FC, ale w 1973 roku wrócił do Lausanne Sports, gdzie występował do końca sezonu 1975/1976.
W 1976 roku Chapuisat został zawodnikiem FC Zürich. W 1980 roku ponownie zmienił klub i ponownie został zawodnikiem Lausanne Sports. W sezonie 1980/1981 zdobył z klubem z Lozanny Puchar Szwajcarii. W latach 1984–1986 grał w FC Vevey Sports 05, a w sezonie 1986/1987 był zawodnikiem FC Renens, w którym zakończył swoją karierę.

## Kariera reprezentacyjna
W reprezentacji Szwajcarii Chapuisat zadebiutował 14 maja 1969 roku w przegranym 0:1 meczu eliminacji do MŚ 1970 z Rumunią. W swojej karierze grał też w: eliminacjach do Euro 72, MŚ 1974, MŚ 1978 i Euro 80. Od 1969 do 1979 roku rozegrał w kadrze narodowej 34 mecze.